# Mighty Morphin Power Rangers
Mighty Morphin Power Rangers es el título de la primera entrega de la franquicia Power Rangers, producida por Saban Entertainment, en colaboración con Toei Company, y emitida en Fox Kids del 28 de agosto de 1993 al 27 de noviembre de 1995, constando de 145 episodios divididos en tres temporadas. 
La primera temporada consta de 60 episodios, la segunda de 52 y la tercera de 33. Como todas las temporadas de Power Rangers, se basa en imágenes de la franquicia japonesa Super Sentai Series, en este caso procedentes de Kyōryū Sentai Zyuranger, Gosei Sentai Dairanger y Ninja Sentai Kakuranger. 
Fue con mucho la entrega de Power Rangers de mayor éxito, no solo en Estados Unidos, sino en varios países del resto del mundo, adquiriendo el estatus de icono de la cultura popular de los años noventa.
Un especial de televisión titulado Mighty Morphin Power Rangers: Once & Always que conmemora el 30 aniversario de Mighty Morphin Power Rangers, se estrenó en Netflix el 19 de abril de 2023.

## Argumento

### Primera temporada
Dos astronautas liberan por accidente a una bruja alienígena llamada Rita Repulsa de su prisión espacial, en la cual llevaba atrapada diez mil años. Inmediatamente, Rita y sus secuaces establecen un castillo en la Luna e inician un ataque contra la Tierra, empezando por una ciudad ubicada en California llamada Angel Grove. Zordon, un poderoso hechicero atrapado por Rita en un agujero en el tiempo y su asistente robótico Alpha 5, reclutan a "un equipo de adolescentes de entre 17 y 22 años, que aun cursan la preparatoria, con energía" para que se conviertan en los Power Rangers a través de Cinco Monedas con poderes provenientes de bestias prehistóricas. Jason, Trini, Zack, Kimberly y Billy son amigos y compañeros de clase en el Instituto Angel Grove y ahora con su nueva vida de héroes y la ayuda de los Dinozords, deben enfrentar a Rita, sus patrulleros de masilla y sus hordas de monstruos, tarea que deberán seguir compaginando con su vida cotidiana de estudiantes adolescentes de 30 años sin que nadie descubra el secreto.
Tommy, quien llega a medio semestre al instituto, es secuestrado por Rita y lo convierte en su Ranger personal con la Sexta Moneda de la que logró apoderarse hace muchos años y bajo un hechizo le ordena destruir a los demás Rangers. Jason y sus amigos no se rinden a pesar del gran peligro y logran salvar a Tommy destruyendo la Espada Sombría que le dio Rita para tenerlo bajo su control eternamente. Los seis Power Rangers finalmente están juntos, pero cuando Rita tenía a Tommy bajo su hechizo logró que tocara una cera mágica con la que más tarde forma el Cirio Verde, una vela capaz de robar la energía de la Sexta Moneda. Tommy pierde el poder pero más tarde lo recupera gracias a que Zordon aporta parte de su energía para la moneda, aunque la morfosis sólo es por tiempo limitado.

### Segunda temporada
Jason, Trini, Zack, Kimberly, Billy y Tommy ya se encuentran cursando su segundo año de High School en el Instituto.
Tras los incontables fracasos de Rita, el jefe de esta, Lord Zedd, regresa de sus dominios en el espacio para encargarse de la conquista de la Tierra en persona, destituyendo a Rita y enviándola al exilio como castigo por sus fracasos. Para enfrentarse a Lord Zedd, sus monstruos y patrulleros de masilla Z, Zordon entrega a los Power Rangers nuevos Zords con más fuerza, los Thunderzords, hechos con partes de los Dinozords destruidos por Zedd y con el poder de Bestias Mitológicas. 
Después de varias batallas con los monstruos de Zedd, el poder del Ranger Verde se ha agotado y Tommy queda fuera del equipo. Sin embargo, Zordon y Alpha 5 trabajan en secreto en la creación de una Nueva Moneda de Poder con más energía, dando origen al poderoso Ranger Blanco. Tommy al haber demostrado ser un miembro honesto y valiente, es considerado para regresar al equipo ahora con este nuevo poder que además lo convierte en el nuevo líder de los Power Rangers. 
Rocky, Adam y Aisha, quienes viven en la ciudad de Stone Canyon, visitan Angel Grove para competir en un Torneo Ninja en el cual consiguen ser los vencedores. A raíz de esto Lord Zedd decide secuestrarlos para convertirlos en sus Ninjas Personales por medio de la mordida de una serpiente malévola, pero los Rangers logran salvarlos aunque Billy por un momento pierde control sobre la serpiente y casi es asfixiado; por lo que se ve obligado a quitarse el casco para poder respirar y se esa manera sus nuevos amigos descubren su identidad pero prometen guardar el secreto. Los 3 jóvenes de Stone Canyon se mudan a Angel Grove a mitad del año escolar y justo coincide  con la despedida de Jason, Trini y Zack, quienes deben partir Suiza para participar en la Conferencia de La Paz pero no si antes transferir su poder a nuevos Rangers, quienes resultan ser Rocky, Adam y Aisha.
La batalla escalará cuando Rita regrese de su exilio y gracias a una poción de amor se case con Lord Zedd, convirtiéndose ambos en una amenaza mucho más peligrosa.

### Tercera temporada
Rito Revolto, el hermano de Rita, llega a Angel Grove, y aprovechando una avería en los Thunderzords, los destruye acabando con los poderes de los Power Rangers. Para ser capaces de seguir defendiendo la Tierra, los Power Rangers acuden al legendario Templo Perdido, donde conocen a Ninjor, que les entregará nuevos poderes Ninja, así como los Ninjazords. Rito se une a las filas de Rita y Zedd, trayendo con él unos nuevos guerreros pájaro llamados Tengus y junto a los nuevos monstruos que crea el matrimonio pondrán los nuevos poderes de los Power Rangers a prueba para defender la Tierra.

## Elenco y personajes

### Principales
- Austin St. John como Jason Lee Scott/Red Ranger (temporadas 1-2).
- Walter Emanuel Jones como Zack Taylor/Black Ranger (temporadas 1-2).
- Amy Jo Johnson como Kimberly Hart/Pink Ranger.
- David Yost como Billy Cranston/Blue Ranger.
- Thuy Trang como Trini Kwan/Yellow Ranger (temporadas 1-2).
- Jason David Frank como Tommy Oliver/Green Ranger/White Ranger.
- Steve Cardenas como Rocky DeSantos/Red Ranger II (temporadas 2-3).
- Johnny Yong Bosch como Adam Park/Black Ranger II (temporadas 2-3).
- Karan Ashley como Aisha Campbell/Yellow Ranger II (temporadas 2-3).
- Catherine Sutherland como Katherine "Kat" Hillard/Pink Ranger II (temporada 3).
- Charlie Kersh como Minh Kwan/Yellow Ranger III, hija de Trini Kwan (Mighty Morphin Power Rangers: Once & Always).

### Secundarios
- Paul Schrier como Farkas "Bulk" Bulkmeier.
- Jason Narvy como Eugene "Skull" Skullovitch.
- David Fielding (temporada 1) y Robert L. Manahan (temporadas 1-3) como la voz de Zordon. Fielding permaneció como el rostro de Zordon durante el resto de episodios.
- Richard Steven Horvitz como la voz de Alpha 5. Romy J. Sharf, Sandi Sellner y Donene Kistler, fueron el cuerpo de Alpha 5 durante las tres temporadas.
- Kim Strauss como Ninjor (temporada 3).
- ✝Machiko Soga (temporada 1), Carla Pérez (temporadas 2-3) y Barbara Goodson (temporada 1) como Rita Repulsa. Goodson interpretó la voz de Rita durante la primera temporada, ya que se utilizaron las imágenes de Soga directamente del metraje de Zyuranger. Pérez interpretó a Rita en las temporadas 2 y 3, siendo sus escenas originales de la adaptación estadounidense.
- ✝Robert Axelrod como las voces de Finster, Lord Zedd (temporadas 2-3) y Lokar.
- Kerrigan Mahan como la voz de Goldar.
- Ami Kawai y Wendee Lee como Scorpina (temporada 1). Lee dio la voz para el personaje en la adaptación.
- Bob Papenbrook como la voz de Rito Revolto.
- Michael J. Sorich como la voz de Squatt.
- Hideaki Kusaka y Colin Phillips como Baboo. Phillips dio su voz para la adaptación.
- Tom Wyner como la voz de Master Vile (temporada 3).
- Richard Genelle como Ernie.
- Gregg Bullock como Teniente Stone.
- Henry Cannon como Sr. Kaplan
- Royce Herron como la Srta. Appleby
- Ken Merckx como la voz del Conde Dregon.

### Power Rangers
- Jason Lee Scott/Red Ranger 1: Además de sus labores en el instituto, trabaja a tiempo parcial como profesor de artes marciales. Bajo su apariencia del típico adicto al deporte de competición, hay una personalidad alegre, simpática y de buen corazón, y que siempre se preocupa por quién le necesita. Como Red Ranger, es designado por Zordon como el primer líder de los Power Rangers, y comienza utilizando los poderes del Tyrannosaurus Dinozord en batalla, y su arma personal es la Power Sword. Más adelante recibiría también el poder del Red Dragon Thunderzord.
- Zack Taylor/Black Ranger 1: Es un joven de agilidad tanto física como mental. Es alegre, bromista, le encantan todo tipo de deportes y es un excelente bailarín, habilidad esta última que suele aplicar en sus peleas. Como Black Ranger, adquirió los poderes del Mastodon Dinozord en batalla, y su arma personal es el Power Axe. Más adelante recibiría el poder del Lion Thunderzord.
- Billy Cranston/Blue Ranger: Es el nerd de la clase, con una inteligencia inversamente proporcional a sus habilidades sociales y a su seguridad en sí mismo. Suele al principio emplear una jerga excesivamente técnica incluso en su vida cotidiana, una jerga que solo Trini puede comprender, soliendo ejercer de intérprete. Al principio, también, carece de habilidades de lucha y le cuesta mucho defenderse sin transformarse, hasta que se apunta a las clases de artes marciales de Jason para mejorar en este aspecto. Con el tiempo y la experiencia, irá aumentando su fuerza y su seguridad en sí mismo, y comenzará a abandonar la jerga técnica según va madurando como luchador y como persona. Por su inteligencia, también es capaz de desarrollar en su laboratorio personal todo tipo de artefactos y herramientas para ayudar al equipo en la pelea, y es capaz de operar en el centro de mando con la misma pericia que el propio Alpha 5. Como Blue Ranger, adquirió los poderes del Triceratops Dinozord en batalla, y su arma personal es la Power Lance. Más adelante recibiría el poder del Unicorn Thunderzord, y después el Wolf Ninjazord y el Blue Shōgunzord.
- Trini Kwan/Yellow Ranger 1: Se trata de una practicante de kung-fu, con un equilibrio entre fuerza física, agilidad e inteligencia, balance que se aplica también a su propia personalidad: es capaz de ayudar a Billy con sus tareas tecno-científicas y de comprender y traducir a los otros su jerga, y al mismo tiempo ir de compras con Kimberly o luchar en batalla con ferocidad. Como Yellow Ranger, adquirió los poderes del Saber-Toothed Tiger Dinozord, y su arma es la Power Dagger. Más adelante recibiría el poder del Griffin Thunderzord.
- Kimberly Hart/Pink Ranger 1: Es una muchacha a la que le encanta el maquillaje, da clases de cocina en el instituto, y es una compradora compulsiva a la que le encanta ir de tiendas con Trini primero, y con Aisha después. A primera vista, parece un tanto materialista y superficial, pero al mismo tiempo tiene también una personalidad compasiva y que se preocupa por los demás tanto como por sí misma. Sus padres están divorciados, y vive con su madre. Desde el principio se enamora a primera vista de Tommy y son pareja durante casi todo el tiempo que ambos están juntos en el equipo. En su tiempo libre, practica la gimnasia rítmica de forma semi-profesional, participando en muchas competiciones deportivas. Como Pink Ranger, adquirió los poderes del Pterodactyl Dinozord, y su arma personal es el Power Bow. Más adelante recibiría el poder del FireBird Thunderzord, y después el Crane Ninjazord.
- Tommy Oliver/Green Ranger/White Ranger: Se trata de un joven recién llegado a Angel Grove, que fue secuestrado por Rita y hechizado para convertirse en el malvado Green Ranger, aunque finalmente rompió el hechizo y se unió a los otros Power Rangers en su lucha contra el mal. Es un experto en artes marciales, con un talento equiparable al de Jason, a quien en muchas ocasiones acompaña en sus clases como profesor. Está enamorado de Kimberly, y aunque al principio le daba mucho miedo confesar sus sentimientos hacia ella, finalmente se hacen pareja. Sus poderes, a diferencia de los otros, son temporales al proceder de Rita, quien solo necesitó una vela verde encantada para comenzar a robárselos, y esto le ocasiona un cierto complejo de inferioridad como Power Ranger ante sus compañeros, al vivir bajo el constante temor de perder sus poderes en mitad de una batalla. Cuando esto finalmente se produce y los poderes del Green Ranger se agotan para siempre, Zordon y Alpha le escogen para crear los nuevos poderes del White Ranger, convirtiéndose entonces en el nuevo líder del equipo en sustitución de Jason. Como Green Ranger, recibió los poderes del Dragonzord, y su arma es la Daga Dragón. Como White Ranger, recibió los poderes del Tigerzord, y su arma es el sable parlante Saba, recibiendo más tarde los poderes del Falconzord y después el White Shōgunzord que pilota junto a la Pink Ranger.
- Rocky DeSantos/Red Ranger 2: Es un joven ninja procedente del vecino Stone Canyon que se muda a Angel Grove junto a sus amigos y compañeros Adam y Aisha. Es de personalidad alegre y extrovertida, ejerciendo de punto cómico del equipo, y su fuerza y sentido de la justicia hizo que Zordon le escogiera como reemplazo de Jason cuando este abandonó el equipo. Como Red Ranger, aunque se transforma con el poder del Tyrannosaurus Dinozord y sigue manejando la Power Sword, comenzó utilizando los poderes del Red Dragon Thunderzord, y después recibió el poder del Ape Ninjazord y el Red Shōgunzord.
- Aisha Campbell/Yellow Ranger 2: Es una muchacha de gran inteligencia y espíritu animoso, y es compañera ninja de Rocky y Adam. Como ellos, procede de Stone Canyon y se mudó a Angel Grove, y por sus cualidades Zordon la escogió como reemplazo de Trini cuando esta abandonó el equipo. Como Yellow Ranger, aunque se transforma con el poder del Saber-Toothed Tiger Dinozord y sigue manejando la Power Dagger, comenzó utilizando los poderes del Griffin Thunderzord, y después recibió el poder del Bear Ninjazord y el Yellow Shōgunzord.
- Adam Park/Black Ranger 2: Es el tercero de los jóvenes ninjas de Stone Canyon que se mudaron a Angel Grove poco antes de recibir sus poderes. Es de personalidad tímida, sensible y espiritual, pero está lleno de fuerza y es experto en Shaolin Kungfu. Por sus cualidades, fue escogido por Zordon como reemplazo de Zack cuando este abandonó el equipo. Como Black Ranger, aunque se transforma con el poder del Mastodon Dinozord y sigue manejando el Power Axe, comenzó utilizando los poderes del Lion Thunderzord, y después recibió el poder del Frog Ninjazord y el Black Shōgunzord.
- Katherine Hillard/Pink Ranger 2: Es la última en incorporarse al equipo, y llegó de una forma similar a la de Tommy. Se trata de una joven australiana recién llegada a Angel Grove que fue secuestrada por Rita y hechizada para convertirse en su gato espía y robar la Power Moneda de Kimberly y el Falconzord. Pero cuando el hechizo se rompió, y después de que Kimberly tuviera que abandonar el equipo, fue escogida por la propia Kimberly con la aprobación de Zordon para sustituirla. Como Pink Ranger, recibió el poder del Crane Ninjazord, aunque como los Ninjazord estaban inoperativos por faltar el Falconzord, se encargó sobre todo de pilotar el White Shōgunzord junto al White Ranger.
- Minh Kwan/Yellow Ranger 3: Es la hija de Trini Kwan, la primera Yellow Ranger; que aparece por primera vez en el especial Mighty Morphin Power Rangers: Once & Always. Deseaba unirse a los rangers para vengar la muerte de su madre a manos de Robo Rita Repulsa, pero lo logra solo hasta que se sacrifico para proteger a Billy.

### Aliados
- Zordon: Es el mentor de los Power Rangers. En el pasado lideró la lucha contra Rita Repulsa, pero ella acabó atrapándole en un agujero en el tiempo al mismo tiempo que él la selló en el contenedor espacial donde permaneció 10 000 años.[4] En la actualidad se comunica desde allí con el exterior a través del tubo luminoso que domina el Centro de Mando, en la forma de una cabeza gigante flotando en el tubo.[4][5] Como no tiene contacto físico con nuestra dimensión, depende por completo de Alpha 5 para operar el centro de mando, y sin él se encuentra completamente indefenso ante cualquier ataque, desapareciendo si los controles del Centro de Mando que mantienen el contacto con el agujero temporal fueran destruidos o manipulados con malas intenciones. Su sabiduría parece no tener límites, y con la ayuda de los sensores del Centro de Mando puede identificar y describir a los Power Rangers prácticamente a cualquier monstruo que Rita o Lord Zedd envíen a la Tierra. Su personaje se basa ligeramente en el mago sabio Barza del Super Sentai original.
- Alpha 5: Definido como "autómata multifuncional ultra-sensible", es el robot asistente de Zordon. Se encarga de ser sus manos y pies, operando los controles del Centro de Mando y llamando a los Rangers en caso de emergencia. Alpha 5 quiere a Zordon como un padre y vela por su seguridad en la medida de sus posibilidades. Siempre tiene la preocupación clavada en su personalidad, ya sea por sí mismo o por la seguridad de los que quiere, como Zordon o los Power Rangers, y siempre está pronunciando el gritito de "¡Ay-ay-ay-ay-ay!" cuando algo le causa temor, que viene a ser casi siempre. Gracias a la seguridad del Centro de Mando, no tiene nada que temer, pero fuera de él es muy vulnerable a cualquier tipo de ataque, bastando con introducir un disco en la ranura situada en su espalda para reprogramarle por completo para hacer el mal o infectarle con un destructivo virus informático que le ponga en peligro.
- Ninjor: Es el creador de las Power Monedas originales que reside en el Templo del Poder, en medio del Desierto de la Desesperación. Cuando las monedas son destruidas, los Power Rangers se encuentran con él para que les entregue las nuevas Power Monedas Ninja y los nuevos Ninjazords. Además, no dudará de entrar en batalla cuando sea necesario gracias a que puede adivinar telepáticamente cuándo hay una emergencia, y puede crecer a tamaño gigante para luchar con los Megazords. Tiene como arma una katana, y puede asumir una forma más poderosa cuando se enoja, y así lanzar bolas de fuego con las manos. Su diseño se basa en Ninjaman/Samuraiman del Super Sentai original.
- Bulk y Skull: Son dos matones del instituto donde estudian los Rangers, además de ser compañeros de clase de estos. Tienen una habilidad innata para ponerse a sí mismos en evidencia, ya sea intentando meterse con los Rangers o intentando superarles en cualquier habilidad, acabando casi siempre por los suelos o cubiertos de todo tipo de comida que suelen arrojar sobre sí mismos, o bien son castigados cuando cometen alguna fechoría en el instituto. Cuando los Rangers les salvan a la llegada de Lord Zedd, se proponen hacerse famosos descubriendo sus identidades, pero todos los planes que idean resultan un fracaso. Tras abandonar esta idea, se alistan en la Policía Juvenil de Angel Grove, en principio con la sola idea de llevar uniformes para gustar a las chicas. Según va pasando el tiempo, van evolucionando y madurando, y aunque nunca pierden del todo su personalidad torpe y atolondrada, sí que van abandonando la actitud malévola del principio, y en más de una ocasión, incluso ayudan a los Power Rangers con o sin conocimiento de ello. Desde que se unen a la policía juvenil, se convierten en subordinados del teniente Stone, a quien siempre llevan por la calle de la amargura por su incompetencia en las misiones que les asigna.
- Ernie: Es el dueño del Centro Juvenil de Angel Grove, un recinto que dispone de un bar de zumos y un recinto en el que se realizan eventos especiales para la juventud o en días cotidianos dispone de un gimnasio donde Jason imparte sus clases de artes marciales y donde la gente dispone de varias máquinas de ejercicio. Ernie suele ejercer de consejero de los Rangers, que se reúnen allí en momentos de ocio, y no duda en dejarles el local para cualquier actividad social que estos quieran ejercer como campañas de reciclaje, competiciones de artes marciales o gimnasia rítmica, etc.
- Sr. Kaplan: Es el director del instituto de Angel Grove. Suele ser la pesadilla de Bulk y Skull por su carácter severo e inflexible.
- Srta. Appleby: Es una profesora del instituto, que da clases a los Rangers y a Bulk y Skull. Aunque normalmente mantiene un carácter amable y cercano, Bulk y Skull consiguen ponerla de los nervios, y suele dejarles castigados al acabar las clases.
- Teniente Stone: Es el jefe de Bulk y Skull cuando estos ingresan en la policía juvenil. Fue quien los entrenó en su instrucción y quien se encarga de asignarles todo tipo de misiones, casi siempre obteniendo un sonoro fracaso por parte de ellos, lo que le exaspera profundamente.

### Arsenal
- Power Morphers/Power Coins:[Notas 1] Son los dispositivos de transformación de los Power Rangers. Funcionan con la moneda insertada en el centro e invocando el poder de la moneda correspondiente tras pronunciar la frase "It's Morphin' Time".[Notas 2] Las primeras monedas consistían en invocar al Dinozord correspondiente (o al Thunderzord Tigre Blanco en el caso del White Ranger), mientras que las segundas monedas funcionaban invocando simplemente el poder de su color correspondiente. Una vez transformados, los Morphers se convierten en las hebillas de los cinturones de sus trajes, con la moneda visible salvo en el caso del White Ranger. Los Morphers también sirven para teletransportarse cuando los Rangers están transformados. Las monedas son la fuente de poder principal de los Power Rangers. Sin ellas, los Power Morphers son inútiles. Además, son un dispositivo de seguridad para el Centro de Mando. Nadie puede entrar en él si no tiene una moneda en su poder.
- Comunicador: Se trata de un dispositivo fabricado por Billy con forma de reloj de pulsera que sirve para comunicarse con el Centro de Mando o con otros Power Rangers, y también sirve para activar el teletransporte cuando no están transformados.
- Blade Blaster: Son las armas básicas de los cinco Power Rangers principales, disponen de dos modos, un modo cuchillo y un modo pistola láser. Ni el Green Ranger ni el White Ranger disponen de ella.
- Super Blaster: Son unas pistolas especiales protegidas por Titanus que constituyen el único medio de destruir a los Super Masillas que fabricó Finster con arcilla especial.
- Power Blaster: Es la unión de las cinco Power Armas personales de los Power Rangers, formando un poderoso cañón que destruye a los monstruos de Rita de un disparo. Generalmente los monstruos de Lord Zedd sobreviven al disparo aunque se ven seriamente dañados.
  - Power Axe:[Notas 3] Es el Power Arma del Black Ranger, un hacha que puede convertirse en cañón.
  - Power Bow:[Notas 4] Es el Power Arma de la Pink Ranger, un arco con sus flechas.
  - Power Dagger:[Notas 5] Es el Power Arma de la Yellow Ranger, dos cuchillos arrojadizos.
  - Power Lance:[Notas 6] Es el Power Arma del Blue Ranger, una lanza con dos tridentes en los extremos que se pueden separar.
  - Power Sword:[Notas 7] Es el Power Arma del Red Ranger, una espada.
- Daga Dragón: Es el arma personal del Green Ranger, una daga con una flauta incorporada que sirve para invocar al Dragonzord.
- Escudo Dragón: Es la coraza dorada que normalmente lleva el Green Ranger y que le proporciona protección adicional. Puede entregársela a voluntad a cualquier otro Power Ranger que la necesite, y se la entrega al Red Ranger cuando pierde sus poderes por primera vez, aunque al recuperarlos volverá a tenerla en su poder hasta el final. También se lo trasfiere al Black Ranger en la lucha contra Oysterizer.
- Saba: Es el arma personal del White Ranger. Se trata de un sable encantado. En la empuñadura tiene un rostro de tigre que puede hablar y comunicarse, además de tener el poder de levitar a voluntad y lanzar rayos por los ojos. También se inserta en la consola de control del Tigrezord para controlarlo.
- Power Cañón: Un bazooka fabricado por Alpha 5 como apoyo del Power Blaster y más poderoso que este. Funciona insertando cargas esféricas de poder de varios de los Power Rangers y lanzándolas en forma de bola de energía contra el enemigo.
- Ninja Ranger Power: Se trata de un poder que permite a los rangers invocar unos trajes de ninja sin necesidad de los Morphers, y que les permiten luchar con habilidades y superpoderes ninja. Los utilizan para enfrentarse a los guerreros Tenga, y si fuera necesario pueden transformarse en Power Rangers sin necesidad de quitárselos.
- Armadura metálica: Se trata de una actualización de los trajes de Power Rangers que reemplaza a los Ninja Powers y les da protección y poder adicional, pero que solo debe usarse en situaciones de emergencia ya que consumen mucha energía, además de que solo funcionan dentro de la atmósfera terrestre, y no en el espacio.

### Vehículos
- Rad-Bug: Es un coche tipo escarabajo modificado por Billy que puede volar y alcanzar velocidades supersónicas. Sirve como sustituto del teletransporte cuando este no funciona por algún motivo. Se inspira en el original Volkswagen del Barón Crockle de Zyuranger.
- Motocicletas Tiburón: Son unas motocicletas con forma de tiburón que pueden utilizar los Rangers para desplazarse en misiones sin usar el teletransporte.

### Zords
Cada temporada de la serie tuvo un grupo de Zords diferentes. La primera temporada tuvo a los Dinozords, la segunda a los Thunderzords, y en la tercera aparecieron los Ninjazords y los Shōgunzords. Algunos Zords, sin contar los episodios de transición de inicio de temporada, estuvieron presentes en varias temporadas. Titanus estuvo presente en la primera y en la tercera temporada, mientras que Dragonzord estuvo en la primera temporada y parte de la segunda.

#### Dinozords
Los Dinozords son los primeros Zords de los Power Rangers, con apariencia de dinosaurios y bestias prehistóricas, que constituyen la fuente de poder de las primeras Power Monedas.
- Megazord: Es el fruto de la unión de los cinco Dinozords principales. Tiene dos modos, el modo Tanque en el que dispara contra el enemigo con dos cañones en su frontal o una descarga eléctrica por los ojos de los cinco Dinozords, y el modo de batalla, en el que el tanque se transforma en un robot gigante que puede atacar con la Power Espada gigante o protegerse con el escudo Mastodonte. En el metraje original japonés es Daizyuzin.
  - Mastodon Dinozord:[Notas 8] Es el Dinozord del Black Ranger. Es capaz de lanzar chorros congelantes por la trompa, y forma los brazos y espalda del Megazord. Se inspira en el original Zyu Mamut.
  - Pterodactyl Dinozord: Es el Dinozord de la Pink Ranger. Lanza rayos por las alas y forma el pecho del Megazord. Se inspira en el original pteranodon del sentai original.
  - Dinozord Triceratops: Es el Dinozord del Blue Ranger. Puede lanzar los cuernos para atar al enemigo con unas cadenas, y tiene un doble cañón incorporado en la cola. Como la forma de correr de un Triceratops original se presume era de manera compleja, este zord se traslada sobre dos hileras de ruedas. Forma la pierna izquierda del Megazord. Se inspira en el Triceratops del Sentai original.
  - Saber-Toothed Tiger Dinozord:[Notas 9] Es el Dinozord de la Yellow Ranger. Puede atacar directamente al enemigo de un salto y un placaje o dispararle un rayo láser con la cola. Forma la pierna derecha del Megazord. Se inspira en el original Tigre Dientes de Sable del Sentai original.
  - Tyrannosaurus Dinozord: Es el Dinozord del Red Ranger, y el más poderoso de los Dinozords básicos. Puede realizar un ataque giratorio con la cola, disparar rayos con los ojos o por los cañones ocultos en su boca. También posee un ataque sónico capaz de reducir a polvo a un monstruo. Forma el tronco, los muslos y la cabeza del Megazord. Se inspira en el original Tiranosaurio del Sentai original.

- Dragonzord: Es el zord del Green Ranger. Es un monstruo antopomórfico con cara y cola de dragón. Se maneja por control remoto mediante la música de la Daga Dragón, aunque también es posible pilotarlo desde dentro como los otros si fuera necesario. Puede combatir cuerpo a cuerpo como el Mega Zord y posee como armamentos principales, un taladro giratorio en la punta de su cola y lanzamisiles escondidos bajo sus garras. En el metraje japonés es llamado Dragón Caesar.

- Dragonzord en formación de batalla: Es el fruto de la fusión del Dragonzord con el Mastodon, el Triceratops y el Saber-Toothed Tiger para formar un robot. El pecho del Dragonzord se separa y las garras se contraen, cerrándose los brazos hacia delante para formar el pecho del robot. El mastodonte forma los brazos y la espalda, el Triceratops la pierna izquierda y el Saber-Toothed Tiger la pierna derecha, mientras que la cola y el pecho del Dragonzord forman una lanza taladro que utilizar como arma. Para finalizar, la boca del Dragonzord se abre tomando la forma del visor de un casco, además de verse por debajo del mismo una figura similar a una boca humana, tomando el aspecto de una cabeza con un casco con la forma de la cabeza del Dragonzord. En el metraje original es Gōryūzin.

- Mega Dragonzord: Es la unión del Megazord y el Dragonzord en un solo robot. El pecho del Dragonzord se separa y el resto del cuerpo se arquea y se adosa a la cabeza del Megazord. Pueden invocar un ataque masivo de energía para destruir a los monstruos.

- Titanus: Es un zord mecanizado y autómata con forma de Braquiosaurio plateado, que ayuda a los Power Rangers siempre que le necesitan. Puede atacar lanzando bolas de fuego por la boca. En el metraje japonés es Rey Brachhio.

- Ultrazord: Es la unión del Mega Dragonzord con Titanus. El cuello de Titanus se balancea hacia delante, dejando al descubierto un agujero del que surgen dos cañones y en el que se introduce el Mega Dragonzord por los pies. Puede realizar una oleada masiva de disparos que destruye a cualquier monstruo. En el metraje original japonés es Kyukyoku Daizyuzin.

#### Thunderzords
Los Thunderzords son la segunda fase de los Zords, y salvo el Tigrezord, requieren la invocación previa de los Dinozords para funcionar. Con el poder del trueno, los cinco Dinozords básicos, que son severamente dañados por Lord Zedd a su llegada y que ya no pueden operar de forma autónoma, se transforman en los Thunderzords, que representan criaturas mitológicas chinas. El Dragonzord no tiene energía suficiente para acometer la transformación por lo que al escapar por poco de la destrucción de Lord Zedd, sigue sirviendo al Green Ranger hasta que se agotan sus poderes, siendo reemplazado entonces por el Tigrezord del White Ranger, que es el único Thunderzord que no requiere de un Dinozord previo para ser invocado.
- Thunder Megazord: Es la unión de los cinco Thunderzords. Tiene dos modos. Por un lado, el Thunderzord rojo se convierte en guerrero y los cuatro restantes forman un tanque volador sobre el que monta, y por otro los cuatro Thunderzords forman una armadura para el guerrero rojo y forman así un robot.
  - Red Dragon Thunderzord:[Notas 10] Es el Thunderzord del Red Ranger, un dragón chino capaz de escupir fuego por la boca. Puede adquirir él solo la forma del Guerrero Rojo del Trueno y luchar con un bastón con el que puede realizar ataques giratorios de energía. En el modo robot, forma el núcleo interior del cuerpo del Thunder Megazord, rodeado por el resto de Thunderzords a modo de armadura.
  - Lion Thunderzord:[Notas 11] Es el Thunderzord del Black Ranger, un león. Forma los brazos, el pecho y el casco del Thunder Megazord.
  - Firebird Thunderzord:[Notas 12] Es el Thunderzord de la Pink Ranger, un ave fénix. Puede invocar torbellinos de fuego, y forma las caderas del Thunder Megazord.
  - Unicorn Thunderzord:[Notas 13] Es el Thunderzord del Blue Ranger, un unicornio. Puede hacer levitar rocas y lanzarlas contra el enemigo. Forma la pierna derecha del Thunder Megazord.
  - Griffin Thunderzord:[Notas 14] Es el Thunderzord de la Yellow Ranger, un grifo. Puede disparar bolas de fuego por la boca, y forma la pierna izquierda del Thunder Megazord.
  - Tigerzord:[Notas 15] Es el Thunderzord del White Ranger invocado gracias a Saba, un tigre. Con él puede adquirir la forma de Guerrero Blanco del Trueno y luchar con un sable como arma, o lanzar bolas de fuego por el pecho. Además, gracias a Saba, puede imitar los movimientos del White Ranger dentro de la cabina de control.

- Mega Tigerzord: Es la unión del Tigerzord con el Lion, el FireBird, el Unicorn y el Griffin. El Lion forma la espalda y los hombros, el Unicorn la pierna derecha, el Griffin la pierna izquierda y el FireBird se convierte en un arma que se enrosca en su brazo para lanzarla contra el enemigo.

- Tor: Es una gran tortuga gigante de color verde. Tiene un caparazón extraordinariamente duro y en su interior puede introducirse el guerrero rojo o el Tigrezord para recargarse y protegerse. También puede sacar unos cañones para atacar contra el enemigo.

- Thunder Ultrazord: Es la unión de Tor con el Tigrezord y el Thunder Megazord en modo Tanque. El Tigrezord se coloca dentro del caparazón de Tor, y sobre él se conecta el Tanque, con el guerrero rojo montándolo. El guerrero rojo activa un helicóptero con su bastón giratorio, haciendo volar a todo el Ultrazord, y después para en seco para caer sobre el enemigo, aplastándolo.

#### Ninjazords y Shōgunzords
Los Ninjazords son unos Zords creados por Ninjor junto a las nuevas Power Monedas Ninja. Representan a varios animales. Por su parte, los cinco Shōgunzords son guerreros humanoides con armadura, de origen misterioso y milenario y que encontró Finster en la Tierra. Lord Zedd intentó obligar a los Power Rangers a pilotarlos para el mal, pero lograron hacerse con su control y arrebatárselos, añadiéndolos así a su arsenal.
- Ninja Megazord: Es la unión de los cinco Ninjazords básicos para formar un robot, cuyo ataque es un doble puñetazo muy potente.
  - Crane Ninjazord:[Notas 16] Es el Ninjazord de la Pink Ranger, una garza que puede disparar rayos láser por las alas. Forma la cabeza del Ninja Megazord.
  - Bear Ninjazord:[Notas 17] Es el Ninjazord de la Yellow Ranger, un oso capaz de provocar terremotos golpeando el suelo con sus patas y disparar rayos por los ojos. Forma el pecho del Ninja Megazord.
  - Frog Ninjazord:[Notas 18] Es el Ninjazord del Black Ranger, una rana con una lengua con la que puede atrapar al enemigo, y que también puede soltar varias ranas más pequeñas que ataquen, además de escupir fuego por la boca y tener una gran potencia de salto. Forma el abdomen y las piernas del Ninja Megazord.
  - Wolf Ninjazord:[Notas 19] Es el Ninjazord del Blue Ranger, un lobo que puede lanzar rayos por los ojos o lanzar un ataque giratorio con su cola afilada. Forma el brazo izquierdo del Ninja Megazord.
  - Ape Ninjazord:[Notas 20] Es el Ninjazord del Red Ranger, un simio que puede atacar como un zord humanoide, armado con dos espadas. Forma el brazo derecho del Ninja Megazord.

- Falconzord: Es el Ninjazord del White Ranger, un enorme halcón que puede disparar misiles por los extremos de sus alas, o rayos láser por la boca.

- Ninja Mega Falconzord: Es la unión del Falconzord con el Ninja Megazord, adosándose a su espalda y dándole la capacidad de volar y potenciar su ataque puñetazo o permitiéndole asestar patadas voladoras en el aire.

- Shōgun Megazord: Es la unión de los cinco Shōgunzords para formar un robot, con una espada de fuego como ataque.
  - Red Shōgunzord: Es el Shōgunzord del Red Ranger, y forma el cuerpo y el casco del Shōgun Megazord.
  - Shōgunzord Blanco: Es el Shōgunzord del White y la Pink Ranger, y forma el brazo izquierdo del Shōgun Megazord.
  - Shōgunzord Azul: Es el Shōgunzord del Blue Ranger, y forma el brazo derecho del Shōgun Megazord.
  - Shōgunzord Amarillo: Es el Shōgunzord de la Yellow Ranger, y forma la pierna derecha del Shōgun Megazord.
  - Shōgunzord Negro: Es el Shōgunzord del Black Ranger, y forma la pierna izquierda del Shōgun Megazord.

- Shōgun Mega Falconzord: Es la unión del Falconzord con el Shōgun Megazord. El Falconzord pliega las alas, y los brazos del Megazord se separan, colocándose entre ellos adosado a la espalda, formando unos potentes cañones con los que dispara al enemigo.

- Ninja Ultrazord/Shōgun Ultrazord: Es la unión del Ninja Megazord o el Shōgun Megazord a Titanus, de la misma forma que se unía el Megazord original de los Dinozords, y con un ataque idéntico al Ultrazord original.

### Villanos
Los villanos residen en un palacio ubicado en la Luna, desde donde vigilan la Tierra permanentemente.
- Rita Repulsa: Es la primera líder de los villanos. Estuvo encarcelada 10 000 años en un contenedor espacial junto a sus secuaces, hasta ser liberada accidentalmente por dos astronautas. Es una bruja con una personalidad mixta de una permanente sonrisa maligna junto con un mal genio que atemoriza a sus secuaces, a quienes trata de forma horrible, a golpes e insultos constantes cuando fracasan. Siempre que falla un plan, se le levanta un terrible dolor de cabeza, y con su báculo, que ella llama "varita mágica" tiene el poder de hacer crecer a sus monstruos. Vigila la Tierra utilizando un telescopio llamado Repulsoscopio, y como bruja tiene una gran variedad de hechizos malignos a su disposición. Cuando después de su exilio, regresa a la Luna, lanza un hechizo de amor a Lord Zedd con la idea de controlarle y recuperar el poder. Se casan, pero Zedd no le resulta tan manejable como Rita esperaba, teniendo que conformarse con gobernar el palacio en igualdad. Poco a poco, sin embargo, ambos se enamoran de verdad y forman un tándem muy peligroso. Varias de sus escenas en la primera etapa son tomadas del metraje original del original Super Sentai, con el personaje original de la Bruja Bandora, y las posteriores se basa en su diseño del Super Sentai original.
- Lord Zedd: Es el amo y señor de Rita, que regresa después de sus fracasos para conquistar la Tierra en persona. En principio tiene una especial inquina y odio hacia Rita y todo lo que ella hizo. Por eso su obsesión inicial es acabar con el Green Ranger que Rita creó, lo que se toma como una cuestión personal. Tiene delirios de grandeza sobre sí mismo, considerándose como alguien completamente perfecto e infalible, y cuando un plan falla, siempre le echa la culpa a sus secuaces, aunque éstos ni siquiera hayan participado de ninguna forma en ellos. Cuando aprovechando una recarga que tiene que hacer cada 100 años que le coloca en un sueño profundo, Rita regresa y le hechiza, Zedd se enamora completamente de ella, y ambos se casan, atacando desde entonces juntos la Tierra. Tiene la capacidad de crear monstruos transformando cosas, animales o hasta personas con su báculo Z, y puede ver a distancia gracias a un rayo que despide por sus ojos. También puede crear bombas que hacen crecer a sus monstruos, aunque con el regreso de Rita utilizan los dos báculos para hacerlos crecer. Cuando se enfada, emite una luz roja por todo el cuerpo que cambia de color toda la sala de mando del castillo. A su llegada, es de carácter sombrío y oscuro. Ese carácter se dulcifica en cierta medida tras el hechizo de amor de Rita, aunque una vez casados, no duda en echarle en cara sus fallos y no se deja dominar por ella, teniendo los dos frecuentes discusiones matrimoniales a cuenta de los fracasos de ambos.  El personaje es exclusivamente creado para la versión americana aunque al parecer basado ligeramente en Gorma XV, personaje del Super Sentai original.
- Goldar: Se trata de una criatura mezcla de gorila y grifo, con armadura dorada, y que es el principal guerrero entre los villanos. Al principio tenía alas, pero las perdió (sin explicación en la trama del motivo) en la primera batalla con los Power Rangers, hasta que Lord Zedd se las devolvió a su regreso. Al principio es un sirviente muy leal de Rita, pero la traiciona en cuanto llega Lord Zedd, convirtiéndose en servidor fiel de este desde entonces, y mostrando su verdadero odio y aversión hacia Rita oculto hasta entonces. Su diseño se basa en el original Grifforzar del Super Sentai original además de la utilización de varias escenas del Super Sentai original en la primera temporada.
- Scorpina: Es una guerrera escorpión, con un búmeran afilado que puede utilizar también como espada. Es una excelente luchadora cuerpo a cuerpo, y aunque tiene forma humana, al crecer, asume una forma monstruosa. Es vieja amiga de Rita, y al llegar Lord Zedd se retira salvo en una ocasión que la llaman para un plan, desapareciendo desde entonces. Su diseño se basa en el personaje de Lamie del Super Sentai original además de la utilización de sus escenas del mismo en la primera temporada de la serie. A diferencia del Super Sentai no tiene ninguna relación sentimental con Goldar.
- Finster: Es el fabricante de monstruos y guerreros de masilla de Rita. Fabrica los monstruos modelándolos con arcilla lunar a tamaño pequeño, y después cocinándolos en la máquina "Monster-mática", de donde salen ya vivos y con tamaño natural. A los guerreros de masilla los fabrica usando un molde para fabricar varias decenas de masillas de una sola vez, pasándolos igual por las Monster-mática. Cuando llega Lord Zedd, queda apartado, ya que Zedd crea sus propios monstruos, y por eso cuando Rita regresa no duda en ponerse de su lado y convertirse en su aliado más leal.
- Squatt y Baboo: Son dos sirvientes de escasa inteligencia, que normalmente hacen misiones de incógnito, como espiar, secuestrar a alguien o colocar determinado utensilio para algún plan perverso. Baboo es una especie de vampiro, y Squatt es una especie de pequeño ogro de color azul claro. Tras la llegada de Rito, Squatt y Baboo pasan a un segundo plano, ocupándose de las misiones de incógnito Rito y Goldar.
- Rito Revolto: Es el hermano de Rita, un esqueleto con uniforme de soldado de camuflaje, que viene a verla de visita trayendo a los guerreros Tenga como regalo de bodas, y que se acaba quedando permanentemente. Es de pocas luces y bastante torpe, aunque providencialmente para él logró destruir los Thunderzords gracias a una emboscada combinada con una avería en los Zords. Pone de los nervios a Goldar, y desde su llegada ambos tienen que hacer muchas misiones juntos.
- Master Vile:[Notas 21] Es el padre de Rita. Llega al palacio con el plan es robar el cristal Zeo, y al no conseguirlo, devuelve la Tierra al pasado convirtiendo a los Rangers en niños. Pone de los nervios a Zedd al ver como le desplaza de su sitio como el más malvado y poderoso del palacio.
- Lokar: Es un hechicero más poderoso que Rita, que ha sido convocado para luchar contra los Rangers dos veces. Aparece como una cabeza flotante y puede volver más poderosos a los monstruos de Rita
- Putty Patrollers[Notas 22] Son guerreros de arcilla fabricados por Finster que sirven como soldados de campo de Rita. Son por lo general bastante débiles, aunque Finster puede fabricarlos de forma indefinida haciendo grupos de una sola vez mediante moldes y cocinando las patrullas de una sola vez en la Monster-mática. Más adelante, Finster fabrica también unos más poderosos con una arcilla especial, que son tan fuertes que requieren el uso de unas pistolas especiales que deben conseguir los Rangers. Pueden adoptar forma humana para ejecutar planes de incógnito.
- Putty Patrollers Z: Son los soldados de campo de Lord Zedd. Similares a los anteriores, pero de color blanco con una Z en el pecho y creados directamente de la nada por Zedd con su báculo, son mucho más poderosos, imposibles de destruir hasta que los Rangers descubren su punto débil: al golpearles en la Z, que es la fuente de su poder, estallan en pedazos.
- Guerreros Tenga:[Notas 23] Son unos guerreros que trae Rito Revolto como regalo de bodas, mucho más poderosos que las patrullas de masilla, que desaparecen a su llegada. Obligan a los Rangers a asumir la forma Ninja Ranger para poder enfrentarse a ellos, y más tarde, cuando Master Vile les entrega una comida especial, hace que los Rangers tengan que usar su nueva armadura metálica para poder vencerles. Nunca son destruidos, sino que cuando ven que son derrotados, huyen volando de vuelta a la Luna.

## Producción
Antes del comienzo de la serie, varios de los actores protagonistas de Zyuranger, notablemente Machiko Soga (Rita Repulsa) y Ami Kawai (Scorpina), rodaron en Japón, en los decorados originales de Zyuranger y bajo la dirección de Saban Entertainment una serie de escenas protagonizadas por los villanos que no se vieron en la serie original japonesa. Estas escenas, que se rodaron en dos días, incluyen frases o imágenes de los villanos, entre ellas la frase icónica de Rita "Varita mágica, haz que mi monstruo crezca", y otra en la que Scorpina llama a los masillas para que ataquen a los Power Rangers, entre otras que servirían para extender y complementar el metraje procedente de Zyuranger y rellenar huecos entre esas escenas y las escenas estadounidense. Estas frases eran pronunciadas en inglés por los actores japoneses, y después dobladas de la forma habitual por los actores estadounidenses del mismo modo que se doblaban las escenas japonesas. También se incluían algunas escenas completas en el cuartel general de los villanos nunca vistas en Zyuranger. Estas escenas se conocen coloquialmente como "Zyu1.5".
Después de que se agotara todo el metraje de Zyuranger en los primeros 40 episodios de la primera temporada, Saban contrató a Toei para que produjera 25 nuevos trajes de monstruos y nuevas escenas de batalla usando los trajes anteriores de Zyuranger. Así, Saban pudo producir 20 episodios adicionales con los 15 primeros monstruos. Estas escenas, que son inéditas en la franquicia Super Sentai, se refieren coloquialmente entre los fanes como "Zyu2". Después, Saban usó el resto de los trajes y escenas para producir los 12 primeros episodios de la temporada dos.
A mitad de la producción de la segunda temporada, Austin St. John, Thuy Trang y Walter Jones dejaron la serie por disputas contractuales. Para ocultar este incidente, se utilizó una combinación de dobles de cuerpo, actores de doblaje imitando sus voces, e imágenes de archivo, para que siguieran apareciendo Jason, Trini y Zack, mientras se creó la trama de que los tres se marcharan a una conferencia de paz en Suiza para hacer la transición con sus sustitutos, Rocky, Aisha y Adam, interpretados por Steve Cardenas, Karan Ashley y Johnny Yong Bosch respectivamente.
La aparición de Lord Zedd disparó la indignación entre los padres, que pensaban que era demasiado oscuro y siniestro para un programa infantil. Como respuesta, Saban lo suavizó trayendo de vuelta al personaje de Rita Repulsa. Para ello, y ante la ausencia de más imágenes de Zyuranger con Machiko Soga, se contrató a Carla Pérez para interpretarla, con Barbara Goodson siguiendo dándole voz, y explicando el cambio de rostro con una mascarilla especial de Finster.

## Recepción y controversias
A pesar de la popularidad de la serie, también fue objeto de mucha controversia por parte de los padres que pensaban que el programa era demasiado violento para los niños. La emisión comenzó antes de la llegada de los avisos de contenido de las televisiones, los V-Chips (dispositivos que permitían el bloqueo de la televisión según calificaciones por edad), y las mediciones de audiencia. En Estados Unidos, se enviaron numerosas quejas a la Comisión Federal de Comunicaciones (FCC). En 1993, la emisión en Canadá tuvo que cancelarse por quejas al Consejo de Estándares de Emisión Canadiense por el contenido violento de la serie, y no regresó a la emisión hasta casi veinte años más tarde en 2011.
En Malasia, la frase Mighty Morphin fue censurada y eliminada del logo debido a que la palabra morphin era demasiado similar a la palabra "morfina" (en inglés morphine).
En 1994, el asesinato de una niña noruega por dos niños amigos hizo que la cadena de propiedad sueca TV3 retirara MMPR en todos los países en que operaba. Sin embargo, MMPR no tenía relación con el suceso. En su lugar, los dos niños eran fanes de los dibujos de las Tortugas Ninja.
En 1994, la Autoridad de Estándares de Emisión (BSA) de Nueva Zelanda recibió varias quejas de espectadores sobre el nivel del violencia del programa. Las críticas se concentraban en que el programa mostraba la violencia como medio principal de resolver conflictos, y que esto influenciaba a los niños para comportarse más violentamente de forma más frecuentemente. Siguiendo el dictado de la BSA, la segunda temporada de la serie se canceló fulminantemente. Nueva Zelanda es el único país del mundo donde la serie se canceló a medio a emitir hasta la fecha. Siguieron publicándose videos y DVD de las series que se rodaron en Nueva Zelanda, pero las ventas fueron anecdóticas, y no se emitieron a pesar de rodarse en Nueva Zelanda hasta la temporada Samurai de 2011.
En una entrevista de 2010 con el blog "No Pink Spandez", David Yost, intérprete del Blue Ranger, reveló que dejó la serie en Power Rangers Zeo por reacciones homofóbicas del equipo ante su homosexualidad, citando que un día se marchó del plató sin más porque "le habían llamado maricón demasiadas veces". También dijo que los productores solían preguntar a los otros actores que pensaban de su homosexualidad, y eso le hacía sentirse incómodo también. Poco después de esta entrevista, el productor Scott Page-Pagter declaró que Yost se marchó por disputas económicas, y que las acusaciones de homofobia eran falsas, y añadió que Yost no se llevaba bien con nadie del equipo. En el episodio en el que apareció por última vez el personaje de Billy, Rangers of Two Worlds de Power Rangers Zeo, se usó metraje de los episodios anteriores y un actor de voz imitando su voz para ocultar el hecho de que Yost no estaba presente, y se colocó un rótulo de homenaje a Billy en los títulos de crédito del episodio.

## Episodios
| Temporada | Temporada | Episodios | Episodios | Emisión original        | Emisión original        |
| Temporada | Temporada | Episodios | Episodios | Primera emisión         | Última emisión          |
| --------- | --------- | --------- | --------- | ----------------------- | ----------------------- |
|           | 1         | 60        | 60        | 28 de agosto de 1993    | 23 de mayo de 1994      |
|           | 2         | 52        | 52        | 21 de julio de 1994     | 20 de mayo de 1995      |
|           | 3         | 33        | 33        | 2 de septiembre de 1995 | 27 de noviembre de 1995 |

### Adaptación cinematográfica
En 1995 se estrenó Power Rangers: la película, una adaptación cinematográfica producida por Saban Entertainment y Toei Company que no forma parte de la continuidad de la serie. A pesar de la reacción mixta de la crítica, se convirtió en película de culto gracias al éxito de la serie y fue un éxito de recaudación con más de 38 millones de dólares en Estados Unidos y más de 68 millones en el resto del mundo.

## Especial 30 Aniversario
En 2023 se anunció un especial llamado Mighty Morphin Power Rangers: Once & Always en el que el elenco original se reencontró. Walter Emanuel Jones, David Yost, Steve Cardenas, Karan Ashley, Catherine Sutherland y Johnny Young Bosch participaron en la serie. Amy Jo Johnson no participó debido a que no llegó a un acuerdo con la producción; además de que Jason David Frank y Thuy Trang recibieron un homenaje debido a sus fallecimientos.

## Doblaje de Latinoamérica
- Jesús Barrero como Jason Lee Scott.
- Benjamín Rivera como Zack Taylor.
- Carlos Iñigo como Billy Cranston.

- Marina Huerta como Trini Kwan.
- Mónica Estrada como Kimberly Hart.
- Adrián Fogarty como Tommy Oliver.
- Jorge Roig Jr como Rocky DeSantos.
- Rubén León como Adam Park.
- Martha Ceceña como Aisha Campbell.
- Laura Torres como Katherine Hillard.

## Doblaje de España
- Cholo Moratalla como Jason Lee Scott.
- David Robles como Zack Taylor.
- Juan Antonio García Sainz de la Maza como Billy Cranston.
- Adelaida López como Trini Kwan.
- Sara Vivas como Kimberly Hart.
- Gabriel Jiménez como Tommy Oliver.
- Cholo Moratalla como Rocky DeSantos.
- David Robles como Adam Park.
- Adelaida López como Aisha Campbell.
- Miriam Valencia como Katherine Hillard.